# Střelba na letišti v Kišiněvě
Střelba na letišti v Kišiněvě dne 30. června 2023 byla událost, kde zastřelil tádžický občan na mezinárodním letišti v Kišiněvě v Moldavsku dva lidi a dalšího zranil poté, co mu byl odepřen vstup do země.

## Útok
Policejní zdroj uvedl, že cestující přijel z tureckého Istanbulu a že proti pohraničníkům použil střelnou zbraň. Moldavský zpravodajský web NewsMaker s odvoláním na nejmenované úředníky uvedl, že muž vzal zbraň pohraničnímu policistovi poté, co byl odveden do zóny se zákazem vstupu. Další osoba, spolujezdec, byla zraněna a hospitalizována. Podle některých zpráv vzal pachatel rukojmí a ukryl se v jedné z místností letiště. Video z místa činu ukázalo cestující poblíž letiště ležící na trávě, zatímco budova byla evakuována. V 18:30 místního času (VELČ) moldavské ministerstvo vnitra oznámilo, že muž, který střelbu zinscenoval, byl zadržen. Moldavský generální prokurátor později uvedl, že byl hospitalizován poté, co utrpěl vážná zranění po zásahu moldavských speciálních jednotek.
Moldavská vláda uvedla, že všechny lety byly zpožděny a cestující byli z letiště evakuováni. Moldavská prezidentka Maia Sanduová dále uvedla, že státní instituce byly uvedeny do stavu zvýšené pohotovosti, vyjádřila soustrast rodinám a příbuzným obětí a dodala, že střelcem byl cizinec, kterému úřady z bezpečnostních důvodů odepřely vstup do země.

## Pachatel
Podle prvních nepotvrzených informací byl pachatelem ruský občan. Objevilo se také tvrzení, že pachatel byl žoldákem Wagnerovy skupiny. Moldavský předseda vlády Dorin Recean později uvedl, že útočníkem byl 43letý občan Tádžikistánu, kterému byl z bezpečnostních důvodů zakázán vstup do Moldavska. Tádžické úřady ho později identifikovaly jako Rustama Ašurova, člena „organizované zločinecké skupiny“, která před týdnem v Dušanbe unesla vedoucího pracovníka banky.
3. července ve 22:35 místního času Rustam Ašurov v nemocnici zemřel.

## Následky
Dne 14. července Recean oznámil, že tři moldavští ministři podali demisi v návaznosti na jednání vlády o střelbě na letišti v Kišiněvě. Byly to ministryně infrastruktury a regionálního rozvoje Lilia Dabijaová, ministryně vnitra Ana Revencoová a ministr školství a výzkumu Anatolie Topală. Ve svých funkcích je 17. července nahradili Andrei Spînu, Adrian Efros a Dan Perciun.